# Dongfeng
Dongfeng Motor Corporation (сокр. DFM) (кит. 东风汽车公司, Дунфэн цичэ гунсы, букв. «Автомобильная компания „Восточный ветер“», Дунфэн) — китайская автомобилестроительная компания, одна из крупнейших в Китае. Основана в 1969 году, штаб-квартира в Ухани. В списке крупнейших компаний мира Fortune Global 500 за 2022 год заняла 122-е место.

## История
История корпорации началась в сентябре 1969 года со строительства второго в КНР автомобильного завода в городе Шиянь провинции Хубэй. В июне 1975 года на заводе началось производство первого собственного военного грузовика EQ240. В том же году началось использование торговой марки «Дунфэн», которая происходит от кит. 东 — «восток» и кит. 风 — «ветер», то есть «восточный ветер». В 1978 году начался выпуск пятитонных гражданских грузовиков EQ140. В 1984 году началось строительство второго завода компании в городе Сянъян, также в провинции Хубэй. В декабре 1990 года было подписано соглашение о сотрудничестве с французской компанией Citroen. В следующем году компанией был выпущен миллионный автомобиль. В сентябре 1992 года компания «Второй автомобильный завод» сменила название на Dongfeng Motor Corporation (DFM), в этом же году начался выпуск легковых автомобилей. В феврале 1993 года в городе Ухань началось строительство завода совместного предприятия Dongfeng Peugeot Citroen Automobile Company.
В сентябре 2002 года было подписано соглашение о создании совместного предприятия с Nissan, на то время самого крупного СП в автомобильной отрасли КНР. В декабре 2005 года акции дочерней компании Dongfeng Motor Group были размещены на Гонконгской фондовой бирже. В январе 2013 года был создан стратегический альянс с Volvo в сфере производства грузовых автомобилей. В марте 2014 года была куплена 14-процентная доля во французской Groupe PSA.

## Деятельность
Основное направление деятельности компании включает производство всех видов коммерческого транспорта, легковых автомобилей, запасных частей и автомобильного оборудования. К началу 2005 г. активы корпорации Dongfeng составляли 76,89 миллиарда юаней, а общее число сотрудников достигло 106 000 человек.
В 2012 году компания произвела 3 078 500 автомобилей. Пик производства пришёлся на 2016 год — 4,277 млн автомобилей, к 2018 году выпуск сократился до 3,83 млн автомобилей.

### Dongfeng в России

#### Грузовые автомобили
В ассортименте грузовых автомобилей представлены седельные тягачи Dongfeng GX (колёсная формула 4×2 и 6×4) и Dongfeng KX 4×2, самосвалы (колёсная формула 6×4 и 8×4) Dongfeng KC и среднетоннажные шасси DongFeng KR.
23 января 2024 года компания «Восточный Ветер» получила статус эксклюзивного импортёра седельных тягачей Dongfeng в России.

#### Легковые автомобили
Легковые автомобили компании начали предлагать на российском рынке в 2014 году, машины представлены в стране под маркой DFM. Первыми моделями, поступившими в продажу, стали седан DFM S30 и хетчбэк DFM H30 Cross. В 2017 году в России начали предлагать кроссовер DFM AX7.
В 2023 году модельный ряд легковых автомобилей Dongfeng в России включал седан бизнес-класса Aeolus Shine Max, рамный пикап с полным приводом DF6, семиместный кроссовер Dongfeng 580. На 2024 год Dongfeng анонсировала пополнение модельного ряда в России 8 новыми моделями.
По данным АЕБ, АСЕА, Automotive News, GoodCarBadCar, Focus2move, в 2016 году компания Donfeng продала в России 1152 легковых автомобиля (из них продажи модели Dongfeng H30 Cross — 1019 шт, модели S30 — 133 шт), что на 213 автомобилей меньше, по сравнению с 2015 годом. В 2017 году продали 913 автомобилей (модель H30 Cross — 502 шт., модель S30 — 3 шт., AX7 — 408 шт.). В 2018 году продажи составили в количестве 1445 моделей (из них модель AX7 — 1374 шт., H30 Cross — 71 шт.). Продажи автомобилей в 2019 году с января по июнь месяц составили 812 моделей и все на модель AX7.
За 11 месяцев 2023 года было продано 623 единиц легковых автомобилей компании.
Летом 2023 года АВТОВАЗ начал переговоры с инжиниринговым подразделением корпорации Dongfeng о разработке новой модели LADA.

### Dongfeng в Беларуси
В 2023 году компания Автопромсервис получила статус эксклюзивного дистрибьютора в Беларуси легковых и коммерческих автомобилей, а также грузовой техники Dongfeng.
Легковые автомобили
В октябре 2023 года легковые автомобили Dongfeng стали официально продаваться в Беларуси.
Модельный ряд Dongfeng в Беларуси представлен двумя линейками. В линейку Aeolus входят седан С-класса Shine, вместительный кроссовер Shine GS, седан D-класса Shine Max, кроссовер нового поколения Mage, флагманский кроссовер Huge. Линейку Forthing представляют спортивный кроссовер T5 Evo и семиместный минивэн M4 U-Tour. А городской компакт Box стал первым электрокаром от Dongfeng, презентованным в Беларуси, а также самым доступным электромобилем в стране, на который распространяется заводская гарантия. eπ 007 был презентован 2 октября 2024 года. Беларусь — первая Европейская страна, в которой начались продажи eπ007.
По итогам за 2024 год, Dongfeng стал третьим в Республике Беларусь по количеству продаж легковых автомобилей.
Коммерческие автомобили
Коммерческая линейка Dongfeng в Беларуси на данный момент представлена шасси Captain Q, а также микроавтобусом Forthing M5.
Грузовые автомобили
Грузовое подразделение Dongfeng Trucks на белорусском рынке представлено магистральными тягачами GX (варианты шасси 6х4 и 4х2)и KX (4х2), а также самосвалами и шасси нового поколения KC New (8х4 и 6х4.). В октябре 2024 склад пополнился среднетоннажными коммерческими грузовиками Dongfeng VR,  Dongfeng KR, а также самосвалом Dongfeng VR Dumper.

## Структура корпорации
Dongfeng Motor Group — основная дочерняя компания, акции которой размещены на Гонконгской фондовой бирже (SEHK: 0489). Занимается производством грузовиков, автобусов и легковых автомобилей. Выручка за 2021 год составила 113 млрд юаней ($17,8 млрд).
DongFeng Automobile — дочерняя компания, акции которой котируются на Шанхайской фондовой бирже (SSE: 600006). Выпускает небольшие грузовики, спецтранспорт, а также внедорожники. Выручка за 2021 год составила 15,6 млрд юаней ($2,45 млрд).
С 2020 года компания выпускает электрокроссоверы под суббрендом Voyah.
В 2023 году был представлен суббренд Mengshi.

### Dongfeng Motor Company Limited
В целях дальнейшего развития и завоевания международного рынка компания Dongfeng Motor объединила свои ресурсы с компанией Nissan, в результате чего было образовано самое крупное совместное предприятие автомобильной промышленности Китая — Dongfeng Motor Company Limited (DFL).
В сентябре 2014 года предприятие начало производство электромобилей e30.

### Dongfeng Renault
2 декабря 2013 года было зарегистрировано совместное предприятие Dongfeng Motor и Renault под названием Dongfeng Renault Automotive Company (DRAC). К 2016 году совместное предприятие построит завод мощностью 150 тысяч автомобилей в год. Автомобили будут выпускаться под маркой Renault.